# Форт Ливенворт
Форт-Ливенворт (англ. Fort Leavenworth) — один из американских фортов, который находится в округе Левенуэрт, в штате Канзас, к северу от города Левенуэрт, в северо-восточной части штата. Он считается самым старым из ныне действующих фортов к западу от Миссисипи, его история насчитывает уже 180 лет. По мере расширения страны на запад, форт стал перевалочным пунктом для тысяч солдат, иммигрантов, миссионеров, индейцев и переселенцев. Сейчас форт занимает территорию в 2 300 гектаров, на которой находится более 1000 зданий. Он расположен на трассе № 69, которая в прошлом связывала между собой Форт-Скотт и форт-Гибсон.
В настоящее время в форте расположен Общевойсковой учебный центр и Командно-штабной колледж Армии США.

## История

### XVIII век
Форт Ливенворт расположен в 10 милях к югу от основанного в XVIII веке французского Фор-де-Каваньяля (Fort de Cavagnal), бывшего самым западным фортом колонии Луизианы. Его комендантом был Франсуа Кулон де Вилье (François Coulon de Villiers), брат Луи Кулона де Вилье, который во время Семилетней войны принудил к сдаче в плен самого Джорджа Вашингтона.
Французы покинули Фор-де-Каваньяль после уступки Луизианы испанцам.

### XIX век
Первыми американскими исследователями, посетившими Фор-де-Каваньяль и место будущего Форт-Ливенворта, были путешественники Мэриуэзер Льюис и Вильям Кларк, побывавшие в этих местах 26–29 июня 1804 года, и Стивен Гарриман Лонг в 1819 году.
В 1823 году США начали военную кампанию против индейцев Великих Равнин. В 1827 году солдаты 3-го пехотного полка, под командой полковника Генри Ливенворта, воздвигли Форт-Ливенворт, прикрывавший дорогу на Санта-Фе. Форт-Ливенворт стал первым долговременным опорным пунктом американцев в Канзасе.
1 августа 1846 года через Форт-Ливенворт проследовал на Мексиканский ТВД Мормонский батальон, под командованием подполковника Джеймса Аллена. Аллен заболел во время похода и 23 августа скончался в Ливенворте. Был похоронен на местном кладбище.
21 сентября 1866 года в Форт-Ливенворте был сформирован 10-й кавалерийский полк из афроамериканцев, известный как «Негритянская кавалерия» или «Buffalo soldiers».
В 1881 году генерал Вильям Т. Шерман основал в Форт-Ливенворте пехотно-кавалерийское училище. Впоследствии оно было развёрнуто в командно-штабной колледж. Выпускниками этого колледжа были знаменитые американские генералы Дуайт Эйзенхауэр и Омар Брэдли, а также военный и государственный деятель Эфиопии Менгисту Хайле Мариам.